# Richard Thorpe
Richard Thorpe (oprindeligt Rollo Smolt Thorpe) (24. februar 1896 i Hutchinson, Kansas – 1. maj 1991), var en amerikansk skuespiller og filminstruktør. 
Thorpe blev tilknyttet filmselskabet MGM fra 1930'erne og instruerede film indenfor mange vidt forskellige genrer.
Blandt Thorpes værker er film som: The Great Caruso (1951), Follow The Boys (1963) og The Last Challenge (1967). Han var også instruktør på to af Elvis Presleys film, Jailhouse Rock (1957) og Fun In Acapulco (1963).

## Andet
Som en påskønnelse af sit bidrag til filmverdenen har Thorpe en stjerne på Hollywood Walk of Fame ud for nr. 6101 på Hollywood Boulevard.